# Tlocrt
Tlocrt je naziv za crtež pojedinih etaža građevnog objekta projeciranjem njegovih kota na papir ili koju drugu ravnu plohu (npr. kamena ili metalna ploča). 
U širem značenju riječi, pojam tlocrt se odnosi ne samo na zasebne objekte, već i na prikaz kota prizemnih etaža većih arhitektonskih sklopova, od pojedinih sektora do prikaza čitavog naselja.
Projektiranje složenijih zgrada i arhitektonskih sklopova od samoga je početka zahtijevalo detaljnu prethodnu skicu, pa su graditelji uz presjeke i skice arhitektonskih i dekorativnih detalja, vjerojatno još od 4. tisućljeća pr. Kr. izrađivali i tlocrte. 
Tlocrt je, naime, najvažniji od svih nacrta.
U baroku su značajniji graditelji posjedovali kolekcije tlocrta svojih i tuđih građevina.
U 19. st. standardizirana su mjerila tlocrta za izvedbu zgrada: 
- situacioni tlocrt – 1:500
- detaljni tlocrt – 1:200
- urudžbeni tlocrt – 1:100
- izvedbeni tlocrt – 1:50

Od tada je ustaljeno i označavanje detalja kao što su različite boje za pojedine vrste građevnog materijala, znakovi za pojedine vrste instalacija i dr.
Tlocrt nastao prigodom snimanja već postojećih objekata naziva se naknadni.